# خوسيه لويس فيلون
خوسيه لويس فيلون (مواليد 4 يوليو 1954) هو ملاكم من بورتوريكو، مثّل بلاده في الألعاب الأولمبية الصيفية 1972.

## روابط خارجية
خوسيه لويس فيلون على موقع أوليمبيديا (الإنجليزية)